# Франьо Ханаман
Франьо (Ференц) Ханаман (хорв. Franjo Hanaman, угор. Hanaman Ferenc; 30 червня 1878, Дреновці, Королівство Хорватія і Славонія, Австро-Угорщина — 23 січня 1941, Загреб, Королівство Югославія) — хорватський хімік і металург, відомий своєю спільною роботою з угорським хіміком Шандором Юстом над створенням лампи розжарювання з вольфрамовою ниткою.

## Біографія
Франьо Ханаман народився в невеликому хорватському місті Дреновці в Королівстві Хорватія і Славонія, що була на той момент частиною Австро-Угорщини. Батьки: угорець Дбюр Ханаман і хорватка Емілія Мандушич.
Початкову школу закінчив у м. Брчко в 1887 році, а середню — в Земуні в 1895 році, закінчивши там Реальну Гімназію. У 1899 році закінчив Віденський технічний університет, де вивчав хімію. В наступному році став асистентом доктора Георга Фортманна на кафедрі аналітичної хімії, де познайомився з доктором Шандором Юстом. Плодом їхньої спільної роботи стало отримання в 1904 році патенту на лампи розжарювання з вольфрамовою ниткою. Використання вольфраму дозволило збільшити довговічність ламп, однак їх головним недоліком була крихкість, обумовлена низькими показниками ковкості вольфраму.
З 1904 по 1911 роки працював на цементній фабриці в місті Ледеч. З 1911 по 1915 рр. працював у Берлінському технічному університеті, де в 1913 році захистив докторську дисертацію на тему «Випробування азотованого заліза на корозійну стійкість» (нім. Über Rostversuche mit nitriertem Eisen). З 1919 по 1922 р. очолював Югославський моторний завод в м. Загреб. На технічному факультеті Загребського університету в 1920 році працював в якості викладача, а вже з 1922 року — в якості професора. З 1924 по 1925 р. займав місце ректора. У період з 1934 по 1939 р. був головним редактором газети Хіміко-фармацевтичний архів (хорв. Archiva za hemiju i farmaciju)
Помер у Загребі в 1941 році.